# Turbera de la Molina
Turbera de la Molina este o arie protejată (arie specială de conservare — SAC, sit de importanță comunitară — SCI) din Spania întinsă pe o suprafață de 34,94 ha, integral pe uscat.

## Localizare
Centrul sitului Turbera de la Molina este situat la coordonatele 43°22′55″N 6°19′49″W / 43.3819°N 6.3302°V.

## Înființare
Situl Turbera de la Molina a fost declarat sit de importanță comunitară în februarie 2004 pentru a proteja 1 specie de plante și 8 specii de animale. Situl a fost protejat și ca arie specială de conservare în decembrie 2014.

## Biodiversitate
Situată în ecoregiunea atlantică, aria protejată conține 6 habitate naturale: Pajiști umede atlantice temperate cu Erica ciliaris și Erica tetralix, Turbării de acoperire (* exclusiv pentru turbării active), Mlaștini turboase de tranziție și turbării mișcătoare, Păduri aluvionare cu Alnus glutinosa și Fraxinus excelsior (Alno-Padion, Alnion incanae, Salicion albae), Depresiuni pe substraturi de turbă de Rhynchosporion, Fânețe de joasă altitudine (Alopecurus pratensis, Sanguisorba officinalis).
La baza desemnării sitului se află mai multe specii protejate:
- plante (1): Sphagnum pylaesii
- păsări (6): rață pitică (Anas crecca), rață mare (Anas platyrhynchos), becațină comună (Gallinago gallinago), ploier auriu (Pluvialis apricaria), sitar de pădure (Scolopax rusticola), nagâț (Vanellus vanellus)
- amfibieni (1): Chioglossa lusitanica
- reptile (1): Lacerta schreiberi

Pe lângă speciile protejate, pe teritoriul sitului au mai fost identificate 1 specie de reptile.